# Peter Fanyana John Butelezi
Peter Fanyana John Butelezi OMI (* 25. Juli 1930 in Newcastle, Südafrikanische Union; † 10. Juni 1997) war ein südafrikanischer römisch-katholischer Ordensgeistlicher und Erzbischof von Bloemfontein.

## Leben
Peter Fanyana John Butelezi besuchte das Kleine Seminar St. Theresa in Roma, Basutoland. Anschließend trat Butelezi der Ordensgemeinschaft der Oblaten der Unbefleckten Jungfrau Maria bei. Er studierte ab 1951 Philosophie und Katholische Theologie an der Päpstlichen Universität Gregoriana in Rom. Dort erlangte er Lizenziate in beiden Fächern. Am 7. Juli 1957 empfing Butelezi in Rom das Sakrament der Priesterweihe. Nach weiterführenden Studien am Päpstlichen Bibelinstitut (1958–1960), an dem er der erste aus Afrika stammende Student war, und an der École biblique et archéologique française de Jérusalem (1959–1961) erwarb er ein Lizenziat im Fach Bibelwissenschaft. Während seiner Studienzeit in Rom war er Alumnus des internationalen Scholastikats der Oblaten.
1961 kehrte Butelezi in seine Heimat zurück und wurde Professor für Bibelwissenschaft am Priesterseminar St. Augustine in Roma, dessen Regens er 1966 zudem wurde. Ab 1968 fungierte er als Apostolischer Administrator des vakanten Bistums Umzimkulu. Daneben gehörte er der Kommission für Liturgie und Katechese der Südafrikanischen Bischofskonferenz (SACBC) an.
Am 30. Juli 1972 ernannte ihn Papst Paul VI. zum Titularbischof von Elephantaris in Proconsulari und zum Weihbischof in Johannesburg. Der Apostolische Delegat in Südafrika, Erzbischof Alfredo Poledrini, spendete ihm am 22. Oktober desselben Jahres im Milner Park in Johannesburg die Bischofsweihe; Mitkonsekratoren waren der Bischof von Johannesburg, Hugh Boyle, und der Weihbischof in Mariannhill, Pius Bonaventura Dlamini FFJ. Sein Wahlspruch Dominus incrementum dat („Der Herr gibt Gedeihen“) stammt aus 1 Kor 3,7 . Ab 1974 unterstützte Butelezi das Black Consciousness Movement und befreiungstheologische Strömungen.
Paul VI. bestellte ihn am 10. Juli 1975 zum Bischof von Umtata. Die Amtseinführung erfolgte am 1. November desselben Jahres. Am 27. April 1978 ernannte ihn Paul VI. zum Erzbischof von Bloemfontein. In dieser Zeit leitete Butelezi in der Südafrikanischen Bischofskonferenz zusätzlich die Ökumenekommission. Später fungierte er als Vorsitzender der Kommission für den Gottesdienst und das katholische Bildungswesen. Darüber hinaus gehörte er dem Vorstand des Südafrikanischen Kirchenrates (SACC) und dem Beirat des Wilgespruit Fellowship Centre sowie ab 1983 der Zweiten Anglikanisch/Römisch-Katholischen Internationalen Kommission (ARCIC II) an. Außerdem war er von 1982 bis 1987 Vorsitzender des South African Council for Higher Education. 1994 nahm Butelezi überdies an der ersten Sonderversammlung der Bischofssynode für Afrika zum Thema Die Kirche in Afrika und ihr Evangelisierungsauftrag im Hinblick auf das Jahr 2000 teil.
Butelezi starb im Juni 1997 und wurde in der Kathedrale Sacred Heart in Bloemfontein beigesetzt.

## Schriften
- Statements on Black consciousness and human rights. Recommended for study by the Catholic Bishops Conference of 1974. Southern African Catholic Bishops’ Conference, Durban 1974, OCLC 86009390.
- Black Theology in South Africa. In: Hendrik W. van der Merwe (Hrsg.): African perspectives on South Africa. A collection of speeches, articles & documents (= Black and white perspectives on South Africa. Band 1). Hoover Institution Press, Stanford 1978, ISBN 978-0-949968-84-5, S. 311–314.